# Afeda
Afeda là một chi bướm đêm thuộc họ Cosmopterigidae.